# Don't (Ed Sheeran)
Don't è un singolo del cantautore britannico Ed Sheeran, pubblicato il 12 agosto 2014 come secondo estratto dal secondo album in studio X.

## Descrizione
Don't è stata scritta da Ed Sheeran e Benny Blanco e prodotta dallo stesso Blanco insieme a Rick Rubin. Inizialmente era destinata ad essere pubblicata come primo singolo dell'album, ma in seguito è stato scelto Sing.

## Video musicale
Il video musicale, diretto da Emil Nava, è stato pubblicato il 4 agosto 2014 attraverso il canale YouTube dell'artista.

## Tracce
Testi e musiche di Ed Sheeran e Benjamin Levin, eccetto dove indicato.
Download digitale
1. Don't (Rick Ross Remix) – 4:17
2. Be My Husband (Live from Glastonbury) – 7:50 (Ed Sheeran)
3. Everything You Are – 3:58 (Ed Sheeran)
4. Friends – 3:10 (Ed Sheeran)

CD singolo (Germania)
1. Don't – 3:40
2. Friends – 3:10 (Ed Sheeran)

Download digitale – Don Diablo Remix
1. Don't (Don Diablo Remix) – 4:09

Download digitale – Xambassadors Remix
1. Don't (Xambassadors Remix) – 3:40

## Formazione
Musicisti
- Ed Sheeran – strumentazione, programmazione, voce, chitarra
- Benny Blanco – strumentazione, produzione
- Rick Rubin – strumentazione, produzione
- Jason Lader – basso, tastiera
- Adam MacDougall – tastiera
- Lenny Castro – percussioni
- Luis Conte – percussioni

Produzione
- Rick Rubin – produzione
- Benny Blanco – produzione
- Chris "Anger Management" Sclafani – ingegneria del suono
- William Hicks – ingegneria del suono, ingegneria vocale aggiuntiva
- Jason Lader – ingegneria del suono
- Andrew "McMuffin" Luftman – coordinazione alla produzione
- Seif "Mageen" Hussain – coordinazione alla produzione
- Mark "Spike" Stent – missaggio
- Matty Green – assistenza al missaggio
- Geoff Swan – assistenza al missaggio
- Dave Hanyc – coordinazione alla produzione
- Ricardo Kim – assistenza alla produzione
- Johnnie Burik – assistenza alla produzione
- Sean Oakley – registrazione aggiuntiva, montaggio digitale
- Joshua Smith – registrazione aggiuntiva
- Eric Lynn – registrazione aggiuntiva
- Eric Caudieux – montaggio digitale
- Christian "Leggy" Langdon – montaggio digitale
- Stuart Hawkes – mastering

## Classifiche

### Classifiche settimanali
| Classifica (2014-15)             | Posizione massima |
| -------------------------------- | ----------------- |
| Australia                        | 4                 |
| Austria                          | 30                |
| Belgio (Fiandre)                 | 43                |
| Belgio (Vallonia)                | 48                |
| Canada                           | 7                 |
| Danimarca                        | 8                 |
| Finlandia                        | 17                |
| Francia                          | 41                |
| Germania                         | 17                |
| Irlanda                          | 11                |
| Nuova Zelanda                    | 6                 |
| Paesi Bassi                      | 20                |
| Regno Unito                      | 8                 |
| Spagna                           | 43                |
| Stati Uniti                      | 9                 |
| Stati Uniti (adult contemporary) | 24                |
| Stati Uniti (adult top 40)       | 3                 |
| Stati Uniti (rhythmic)           | 24                |
| Svezia                           | 22                |
| Svizzera                         | 7                 |

### Classifiche di fine anno
| Classifica (2014) | Posizione |
| ----------------- | --------- |
| Australia         | 42        |
| Italia            | 66        |
| Regno Unito       | 27        |